# Permanent (Joy Division)
Permanent is een verzamelalbum van Joy Division. Het bevat tracks van de 2 studioplaten Closer en Unknown Pleasures. Ook komen sommige tracks van de eerdere verzamelaar Substance.

## Tracks
1. "Love Will Tear Us Apart"
2. "Transmission"
3. "She's Lost Control"
4. "Shadowplay"
5. "Day of the Lords"
6. "Isolation"
7. "Passover"
8. "Heart and Soul"
9. "Twenty Four Hours"
10. "These Days"
11. "Novelty"
12. "Dead Souls"
13. "Only Mistake"
14. "Something Must Break"
15. "Atmosphere"
16. "Love Will Tear Us Apart (Permanent Mix)"

Ian Curtis · Peter Hook · Stephen Morris · Bernard Sumner